# Ali Tandoğan
Ali Tandoğan, född 25 december 1977 i Turkiet, är en turkisk före detta fotbollsspelare.